# Рец, Альбер де Гонди
Альбер де Гонди дю Перрон, маркиз де Бель-Иль, герцог де Рец (фр. Albert de Gondi du Perron, duc de Retz; 4 ноября 1522, Флоренция — 12 апреля 1602, Париж) — по словам Брантома, фаворит королевы-матери Екатерины Медичи, «единственный фаворит» французского короля Карла IX, поначалу прислуживавший ему в качестве камергера, а впоследствии получивший титул герцога де Реца и маршальский жезл (1573).

## Биография
Альбер дю Перрон — уроженец Флоренции — был обязан своей придворной карьерой благосклонности другой флорентийки, Екатерины Медичи, которая приставила его мать присматривать за собственными детьми. Она же устроила брак Альбера с графиней де Клермон-Тоннер, наследницей бретонской области Рец, вдовой маршала Аннебо.
После того, как Карл IX занял престол, дю Перрон сохранил свободный доступ в его личные покои. Среди итальянцев, окружавших Екатерину Медичи, он занял самое видное место. Постепенно к нему перешли придворные должности покойных герцога де Роаннэ и маршала де Вьёйвиля.
Карл IX посылал дю Перрона с затруднительными дипломатическими поручениями за рубеж; именно он представлял короля на брачной церемонии с участием Елизаветы Австрийской.
Во время Религиозных войн он участвовал в сражении при Сен-Дени (1567), где командовал парижским ополчением; был при Жарнаке (1569), Монконтуре (1569) и осаде Пуатье (1569). Современники единодушно приписывали ему (даже в большей степени, чем другому итальянцу, Лодовико Гонзага) замысел резни гугенотов в Варфоломеевскую ночь.
После этой трагедии влияние Гонди на короля пошло на убыль. Он сопровождал герцога Анжуйского в Польшу, боролся с Монтгомери за Бель-Иль, в 1573 году участвовал в осаде Ла-Рошели и усмирял волнения в Салуццо. Супруга его тем временем держала литературный салон в столице.
Маршал де Рец обеспечил своей фамилии надёжное будущее при дворе. Из его сыновей и братьев трое занимали столичную епископскую кафедру (брат Пьер и сыновья Анри и Жан-Франсуа) , а внук, кардинал де Рец, прославился как крупнейший деятель Фронды.

## Источник
- Nicolas Le Roux. La faveur du roi: Mignons et courtisans au temps des derniers Valois (vers 1547-vers 1589). ISBN 9782876733114. P. 66-70.